# The universal play
The universal play is een studioalbum van Gandalf. Hijzelf omschreef het als Weltmusik, ambient. Het album is opgenomen in zijn eigen Electric Mind geluidsstudio. Het album behandelt het universele toneelstuk, waarin iedereen zijn/haar rol speelt. Het was zijn eerste album tijdens zijn periode bij het platenlabel CBS, een periode die (relatief) kort zou duren. 

## Musici
- Gandalf – piano, synthesizers, samples, gitaren, mellotron, drummachine, percussie.

## Muziek
Alles geschreven door Gandalf

| Nr. | Titel                                                                                           | Duur  |
| --- | ----------------------------------------------------------------------------------------------- | ----- |
| 1.  | Phase 1: Earthbound (Search for sense)                                                          | 4:44  |
| 2.  | Phase 2: World within (Investigation of the microcosmos and it laws)                            | 9:19  |
| 3.  | Phase 3: Cosmic circle (Journey across the universe past galaxies and milky ways)               | 12:06 |
| 4.  | Phase 4: Gate to infinity (A look through the Gate of infinity)                                 | 7:06  |
| 5.  | Phase 5: Ocean of time (Transcendence of the Ocean of time)                                     | 11:13 |
| 6.  | Phase 6: Pure love (Experience of origin and destination of all being, the source of pure love) | 5:42  |